# Sollos Pris
Sollos Pris är ett pris som instiftades till minne av entreprenören och affärsängeln Lars-Olof ”Sollo” Bäckman efter dennes bortgång 2010. Ambitionen är att belöna det som Bäckman verkligen brann för: entreprenörskap och förmågan att förena affärer med att ha kul tillsammans.
Priset delas ut till personer som i Bäckmans anda, utan synbart egenintresse, genom sin verksamhet eller gärning aktivt bidrar eller bidragit till att inspirera, förenkla eller hjälpa entreprenörer och egenföretagare att komma igång och driva sina verksamheter. Första pris belönas med 100 000 kr, medan övriga finalister belönas med 30 000 kr vardera. Sollos Pris utser också årligen ut "Årets studentorkester" vilka föräras med 20.000. Dessutom stödjer Sollos Pris olika behjärtansvärda projekt. Priset förvaltas genom Investment AB Spiltan och vinnaren utses efter en omröstning bland aktieägarna på Spiltans bolagsstämma.

## Pristagare
2011  Daniel Daboczy (grundare av Fundedbyme).
2012 Ellinor Eineren
2013 Annika Unt.
2014  Johan Wendt (grundare av Mattecentrum).
2015 Kerstin Thulin och Maria Borelius (för grundandet av Stiftelsen Ester).
2016 Heidi Harman (grundare av Geekgirlmeetup).
2017 Mattias Stjernström.
2018 Dan Lainio (grundare av Ungdrive). 
2019 Emily Crona Stenberg (Grundare av nätverket Heja Livet) 
2020 Janis Lancereau ägare och VD i STARTcentrum
2021 Balqis Lamis Khattab, grundare Möllans Basement & multientreprenör
2022 Kevin Ryan